# 中国人民解放军陆海空三军仪仗队国旗护卫队
中国人民解放军陆海空三军仪仗队国旗护卫队，番号为中国人民解放军警卫第一师仪仗大队国旗护卫队，队部驻北京市东城区故宫博物院午门前东朝房。
解放军国旗护卫队负责天安门广场国旗升降任务。原武警国旗护卫队于1992年组建，2017年12月31日退出武警部队序列并撤编。自2018年1月1日起转隶中国人民解放军，更名为中国人民解放军三军仪仗队国旗护卫队。

## 沿革
天安门广场的升旗仪式经历过多个阶段。1949年10月1日至1950年底，升旗仪式由北京市纠察总队负责，由于旗杆下的电动升旗装置是由冀北电力公司北平分公司设计，所以自1949年10月2日开始，升旗任务交给北京市供电局，那时并不是每天升旗，只在元旦、春节、五一、十一等节日才升旗。1949年10月2日，由北京市供电局工人陈红年担任升旗任务。1951年10月1日至1976年，同样是北京市供电局工人的胡其俊担任了升旗任务。此时升国旗时并不奏国歌。

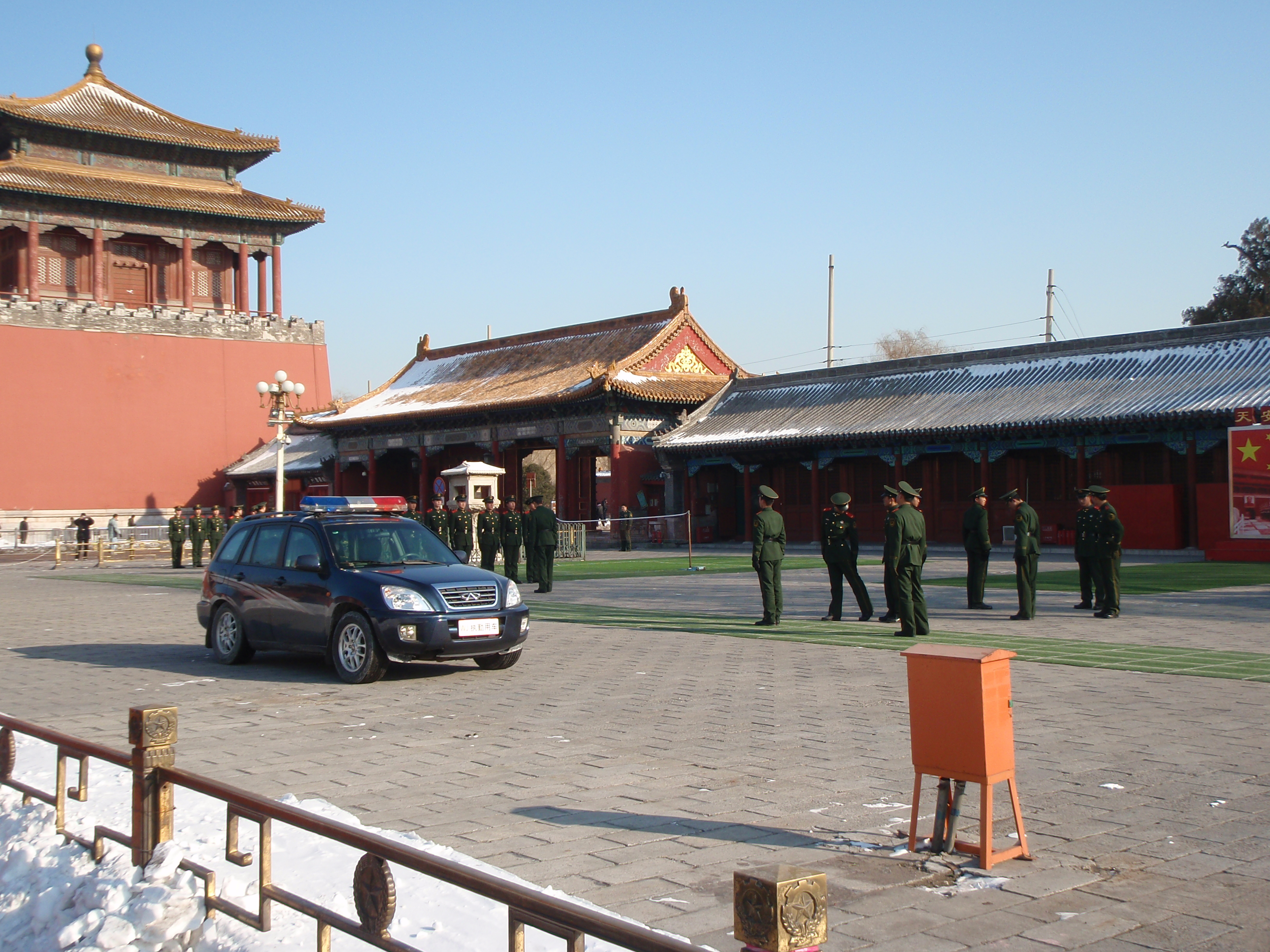
午门前东朝房的国旗护卫队驻地

1977年5月，中国人民解放军北京卫戍区部队接替了升国旗任务，由3人负责升国旗，时称“国旗护卫班”。
1982年12月28日，中国人民武装警察部队北京市总队第六支队第十一中队五班（对外称国旗护卫班）进驻天安门，负责天安门广场升降旗仪式。1983年国旗班创立时，12位成员挤住在北京市劳动人民文化宫一间不足10平方米的平房内。1990年6月，营区迁至北京故宫午门前东朝房。
1991年2月23日，天安门广场扩建国旗基座，中国人民武装警察部队北京市总队第六支队第十七中队（即天安门警卫中队）开始担任升降旗任务。1991年5月1日，“天安门广场升（降）国旗仪式”正式实施，每次升（降）国旗仪式由天安门警卫中队36人（方队32人，带队警官1人，旗手1人，护旗手2人）实施。
1992年12月，在原来国旗班的基础上，扩建成立中国人民武装警察部队国旗护卫队，即中国人民武装警察部队北京市总队第二师第十四支队第二大队第六中队（第十四支队对外称天安门警卫支队）。后来改为中国人民武装警察部队北京市总队第二师第十支队第二大队第六中队（第十支队对外称天安门警卫支队）。
2016年5月1日，中国人民武装警察部队统一换发新式姓名牌、胸标、臂章。其中新式臂章分为通用臂章和特殊勤务臂章，特殊勤务臂章共八类，其中一类即中国人民武装警察部队国旗护卫队臂章。
经中共中央批准，自2018年1月1日起由中国人民解放军担负国旗护卫和礼炮鸣放任务。2018年1月1日，根据中央军委命令，中国人民解放军仪仗队与武警国旗护卫队进行了哨位交接仪式。同日7时36分，天安门广场升国旗仪式，首次由中国人民解放军陆海空三军仪仗队和军乐团执行。中国人民武装警察部队国旗护卫队不再负责升降旗任务，番号同时撤销，转隶中国人民解放军陆海空三军仪仗队，组建中国人民解放军警卫第一师仪仗大队国旗护卫队（中国人民解放军陆海空三军仪仗队国旗护卫队）。

## 任务
2001年3月1日北京市人民政府天安门地区管理委员会颁布的《天安门广场升（降）国旗仪式组织管理办法》规定，天安门广场应当每天升挂国旗。分为节日升旗仪式和平日升旗仪式。每年元旦、春节、五一、十一和每月1日、11日、21日实施节日升旗仪式。节日升旗仪式由武警国旗护卫队36人、军乐团60人实施，行进时吹奏《歌唱祖国》，升旗时吹奏《国歌》。平日升旗仪式由国旗护卫队36人实施，升旗时播放《国歌》录音。降旗仪式由国旗护卫队单独实施，没有音乐。每日升降旗时间以北京天文台提供的北京每日日出、日落时间为准。
2004年5月30日，国旗护卫队接到通知，自2004年6月1日起，每月1日、11日、21日实施节日升旗仪式改为仅每月1日实施节日升旗仪式，届时36名国旗护卫队员和60名武警军乐团队员将同以往节日升旗仪式一样，现场演奏三遍中华人民共和国国歌同时升旗，每月11日和21日的节日升旗仪式改为平日升旗仪式，武警军乐团也不再在每月11日和21日现场演奏。
在升降旗仪式中，国旗护卫队从天安门城楼出发，通过金水桥，走过长安街，至国旗基座。
在逢五周年、十周年的中华人民共和国国庆日，实施升旗仪式的国旗护卫队人数通常有所增加，行进路线也可能和通常不同。例如1999年10月1日，中华人民共和国成立五十周年，国旗护卫队人数由36人增加到200人；行进路线调整为从人民英雄纪念碑北侧上平台出发，在50响礼炮协同下，沿天安门广场中轴线北行至国旗基座；站立位置由原来呈“U”字形面向国旗改为呈“一”字形站在国旗基座南面，既面向国旗，又面向天安门城楼。2014年10月1日，中华人民共和国成立六十五周年，升旗仪式国旗护卫队人数由36人增加到88人，行进路线和通常相同。
2018年1月1日起，每月第一天升旗时的国旗护卫队人数由36名增加到96名，平日升旗时则由36名增加到66名，同时升旗时长缩短为46秒（即《义勇军进行曲》完整演奏一遍的时间），《歌唱祖国》的演奏时机也从护旗队出场行进间演奏改为升旗后返回时演奏。